# Rauw Alejandro
Raúl Alejandro Ocasio Ruiz, detto Rauw (San Juan, 10 gennaio 1993), è un cantautore e rapper portoricano.

## Biografia
Nato e cresciuto a San Juan, Alejandro si trasferì con la sua famiglia per vari anni negli Stati Uniti d'America. Ha anche menzionato una connessione personale con la sua eredità siciliana, poiché il suo bisnonno era originario di Palermo.
Ha iniziato la propria attività musicale nel 2014 con la pubblicazione dei suoi brani su SoundCloud. Due anni dopo è uscito il suo primo mixtape, Punto de equilibrio. A gennaio 2017 firma un contratto discografico con l'etichetta discografica indipendente Duars Entertainment. Nel mese di giugno 2019 viene pubblicato il suo EP di debutto, Trap Cake, Vol. 1, seguito dal primo album in studio Afrodisíaco, messo in commercio nel 2020 attraverso la Sony Latin, che si è collocato alla 2ª posizione della classifica dei dischi più venduti in Spagna, dove è stato certificato platino dalla Productores de Música de España per le oltre 40 000 unità vendute nel Paese.

## Discografia

### Album in studio
- 2020 – Afrodisíaco
- 2021 – Vice versa
- 2022 – Saturno
- 2023 – Playa Saturno
- 2024 – Cosa nuestra

### Album dal vivo
- 2020 – Concierto virtual en tiempos de COVID-19 desde el Coliseo de Puerto Rico

### EP
- 2019 – Trap Cake, Vol. 1
- 2022 – Trap Cake, Vol. 2
- 2023 – RR (con Rosalía)

### Mixtape
- 2016 – Punto de equilibrio

### Singoli
- 2016 – No me siento igual (feat. Joyce Santana)
- 2016 – Dias asi
- 2016 – Se tú (feat. Lyanno & Sousa)
- 2016 – Pa' serio (feat. Brray)
- 2016 – Comodo
- 2016 – Como nunca (feat. Lyanno)
- 2016 – Donde
- 2017 – La oportunidad
- 2017 – Se tu
- 2017 – Tómalo
- 2017 – Menos timidez (con Lyanno e Subelo NEO)
- 2017 – Luz roja (con Saox e Joyce Santana)
- 2017 – Estamos mal
- 2018 – Anoche
- 2018 – Tarde (con Rafa Pabön)
- 2018 – Dale (con Mr. Naisgai e Sousa)
- 2018 – Mi llamada (con Alex Rose e Lyanno)
- 2018 – Egoísta (con Carlitos Rossy e Lyanno)
- 2018 – Matémonos (con Green Cookie e Lyanno feat. Marconi Impara)
- 2018 – La pastillita (Remix) (con Los Proxímos e Paulino Rey feat. Lyanno, Eladio Carrión, Anonimus, Brray, Joyce Santana, Sousa, Mora & KRZ)
- 2018 – T.T.I.
- 2018 – Dimelo en la cara (con Alofoke Music e Mark B.)
- 2018 – Olvidemos (feat. Los Proxímos e Sousa & Saox)
- 2018 – Pa tu casa (con Khea e Kevin Roldan)
- 2018 – Borrarte (con Cauty)
- 2018 – Que somos (con Lyanno e Matthew)
- 2018 – Combinamos (con Carlitos Rossy e Pancho el de la Avenida)
- 2018 – Road Trip (con Darkiel e Boy Wonder CF feat. Lyanno & Myke Towers)
- 2018 – Que bien te vas (con Revol)
- 2019 – Que le de (con Nicky Jam)
- 2019 – Mírame (con Lenny Tavárez e Nio Garcia)
- 2019 – El efecto (con Chencho Corleone)
- 2019 – Se moja (con Eladio Carrión e Amenazzy feat. Noriel)
- 2019 – Lil Bebe (Bebecito Remix) (con DaniLegh e Nio Garcia)
- 2019 – Domingo (Remix) (con Reykon, Greeicy e Cosculluela)
- 2019 – Fumeteo (con Darell)
- 2019 – Cubierto de ti (con Lary Over)
- 2019 – Mi llamada (Remix) (con Lunay e Lyanno feat. Alex Rose, Cazzu, Eladio Carrión & Lenny Tavárez)
- 2019 – Te hace falta (con Derek Novah)
- 2019 – Trapperz a mafia da Sicilia (con Felp 22 e Duki feat. MC Davo & Fuego)
- 2019 – Aroma (con Lit Killah, El High e Dayme feat. DJ Pantoja)
- 2019 – Detective
- 2019 – Mírame (con Nio García e Lenny Tavárez)
- 2019 – Desnuda (con Kris R.)
- 2019 – Cuerpo en venta (con Noriel e Myke Towers feat. Almighty)
- 2019 – Fantasías (con Farruko)
- 2019 – Videos (con Alvaro Diaz)
- 2019 – Tequila Sunrise (con Cali y el Dandee)
- 2019 – Ontas? (Remix) (con Alex Rose e Miky Woodz feat. Jd Pantoja & Juhn)
- 2019 – No me ignores (con Jay Menez e Myke Towers feat. Cazzu ed Eladio Carrión)
- 2019 – Que le de (Remix) (con Nicky Jam e Brytiago feat. Myke Towers & Justin Quiles)
- 2019 – Suave (Remix) (con Jey Blessing e Los Fantastikos)
- 2019 – Extrañándote (con Vf7)
- 2019 – Hoy se bebe (Remix) (con Brytiago e Nio Garcia)
- 2019 – Brinquen (Remix) (con Marconi Impara e Mozart La Para)
- 2019 – Una noche (con Wisin)
- 2019 – Superalo (con Cauty e Lyanno)
- 2019 – Dream Girl (Remix) (con Ir-Sais)
- 2019 – La mas linda (con Casper Mágico)
- 2019 – Infiel (con Eix e Brytiago)
- 2019 – Mis días sin ti (con Bryant Myers)
- 2020 – Solo (con Jay Menez)
- 2020 – Remix es normal (con Javiielo e Nekxum)
- 2020 – Cobrale (con Tito El Bambino e Lyanno feat. Miky Woodz & Rafa Pabön)
- 2020 – Una noche (Unplugged) (con Los Fantastikos)
- 2020 – Tattoo
- 2020 – TBT (con Manuel Turizo e Sebastián Yatra)
- 2020 – Ojitos (con Bryant Myers e Lyanno)
- 2020 – Tu juego (con Lyanno e Tempo)
- 2020 – No fue (con Cauty e Leebrian)
- 2020 – Elegí (con Dalex e Lenny Tavárez feat. Dímelo Flow)
- 2020 – 4 besos (con Lola Índigo e Lalo Ebratt)
- 2020 – Anda deja (con Lary Over e Lil Geniuz)
- 2020 – Yo sabía
- 2020 – Ponte 'pa mi (con Myke Towers e Sky Rompiendo)
- 2020 – Don't Rush (Remix) (con Young T & Bugsey)
- 2020 – Cositas (con Brytiago)
- 2020 – Algo mágico
- 2020 – Hola (con Valentino e Darell)
- 2020 – Enchule
- 2020 – Estadía (con Omy de Oro)
- 2020 – En tu cuerpo (Remix) (con Lyanno e Lenny Tavarez feat. María Becerra)
- 2020 – Héroe (con Carlos Arroyo)
- 2020 – La nota (con Manuel Turizo e Myke Towers)
- 2020 – Reloj (con Anuel AA)
- 2020 – De cora (con J Balvin)
- 2020 – Lento (Remix) (con Lauren Jauregui)
- 2020 – La curiosidad (Blue Grand Prix Remix) (con Jay Wheeler e Myke Towers feat. DJ Nelson, Jhay Cortez, Lunay & Kendo Kaponi)
- 2021 – Zorra (Remix) (con Bad Gyal)
- 2021 – Baila conmigo (con Selena Gomez)
- 2021 – En mi habitación (con Wisin, Lunay e Los Legendarios)
- 2021 – 2/catorce (con Mr. Naisgai)
- 2021 – Vacío (con Luis Fonsi)
- 2021 – Es que tú (con Chris Andrew e Wisin feat. Los Legendarios)
- 2021 – Aloha (con Maluma, Beéle e Darell feat. Mambo Kingz & DJ Luian)
- 2021 – Me fijé (con Alex Rose)
- 2021 – Poderosa (con Lyanno)
- 2021 – Un minuto (con Papi Sousa)
- 2021 – Tiroteo (Remix) (con Marc Segui e Pol Granch)
- 2021 – Todo de ti
- 2021 – Cambia el paso (con Jennifer Lopez)
- 2021 – Una más (con Tainy e Yandel)
- 2021 – Loquita (con i Reik)
- 2021 – Toda la noche (con Alex Gárgolas)
- 2021 – Nostálgico (con Rvssian e Chris Brown)
- 2021 – Sabe (con Nicki Nicole)
- 2021 – Te pue' cuidar (con Brray)
- 2021 – Desperados (con Chencho Corleone)
- 2021 – Hunter
- 2022 – Caprichoso
- 2022 – Gracias por nada
- 2022 – Te felicito (con Shakira)
- 2022 – Sci-fi (con Tainy)
- 2022 – Lokera (con Lyanno e Brray)
- 2022 – Punto 40 (con Baby Rasta)
- 2022 – Dime quién????
- 2022 – Lejos del cielo
- 2023 – Panties y brasieres (con Daddy Yankee)
- 2023 – Tamo en nota (con Angel Dior)
- 2023 – Beso (con Rosalía)
- 2023 – Rauw Alejandro: Bzrp Music Sessions Vol. 56 (con Bizarrap)
- 2023 – Baby Hello (con Bizarrap)
- 2023 – Hayami Hana
- 2023 – Airplane Tickets (con Pharrell Williams e Swae Lee)
- 2024 – Byak (con Álvaro Díaz)
- 2024 – Santa (con Rvssian e Ayra Starr)
- 2024 – La nena (con Lyanno)
- 2024 – Espectacular (con Sky Rompiendo)
- 2024 – Touching the Sky
- 2024 – Déjame entrar
- 2024 – Pasaporte (con Mr. Naisgai)
- 2024 – Dolida (con Chencho Corleone)
- 2024 – Qué pasaría... (con Bad Bunny)
- 2024 – Se fue (con Laura Pausini)
- 2025 – Carita linda
- 2025 – Forni (con Clarent)

## Tournée
- 2020 – Fantasías tour
- 2021/22 – Vice versa tour
- 2023 – Saturno World Tour
- 2025 – Cosa nuestra World Tour

## Filmografia
- Sky Rojo – serie TV, episodi 3x07-3x08 (2023)

## Programmi televisivi
- La firma (2023) – Membro di giuria

## Riconoscimenti
- American Music Awards

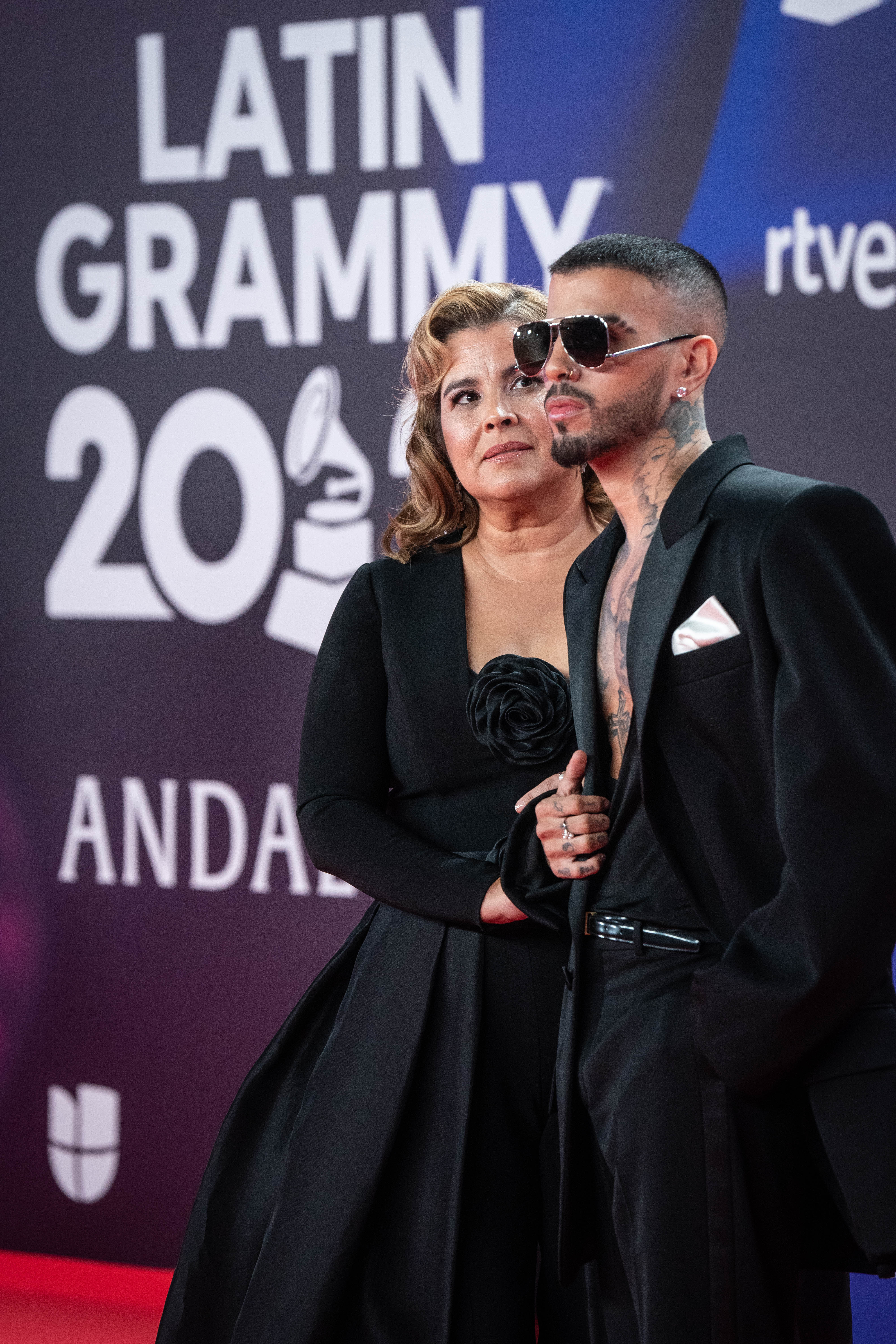
Rauw Alejandro sul red carpet dei Latin Grammy, 16 novembre 2023

  - 2021 – Candidatura all'Artista maschile latino preferito[8]
  - 2021 – Candidatura all'Album latino preferito per Afrodisíaco[8]
  - 2022 – Candidatura all'Artista maschile latino preferito[9]
  - 2022 – Candidatura all'Album latino preferito per Vice versa[9]
  - 2022 – Candidatura alla Canzone latina preferita per Todo de ti[9]
  - 2025 – Candidatura all'Artista maschile latino preferito[10]
  - 2025 – Candidatura all'Album latino preferito per Cosa nuestra[10]

- Billboard Latin Music Awards
  - 2021 – Candidatura all'Artista rivelazione dell'anno[11]
  - 2021 – Candidatura alla Canzone pop latina dell'anno per TBT[11]
  - 2022 – Candidatura all'Artista dell'anno[12]
  - 2022 – Candidatura alla Miglior canzone latina vocale per Party[12]
  - 2022 – Candidatura al Miglior artista maschile nella Hot Latin Songs[12]
  - 2022 – Canzone radiofonica latina dell'anno per Todo de ti[13]
  - 2022 – Candidatura al Miglior album latino dell'anno per Vice versa[12]
  - 2022 – Candidatura al Miglior artista maschile nella Latin Albums[12]
  - 2022 – Canzone pop latina dell'anno per Todo de ti[13]
  - 2022 – Candidatura alla Canzone pop latina dell'anno per Te felicito[12]
  - 2022 – Candidatura all'Artista solista latino ritmico[12]
  - 2022 – Candidatura all'Album latino ritmico dell'anno per Vice versa[12]
  - 2023 – Candidatura al Tour dell'anno per Saturno World Tour[14]
  - 2023 – Candidatura al Miglior album latino dell'anno per Saturno[14]
  - 2023 – Candidatura al Miglior artista maschile nella Latin Albums[14]
  - 2023 – Candidatura alla Canzone pop latina dell'anno per Beso[14]
  - 2023 – Candidatura all'Artista solista latino ritmico[14]
  - 2023 – Candidatura alla Canzone latina ritmica dell'anno per Party[14]
  - 2023 – Candidatura all'Album latino ritmico dell'anno per Saturno[14]
  - 2024 – Candidatura al Miglior artista maschile nella Latin Albums[15]
  - 2024 – Candidatura all'Artista solista latino ritmico dell'anno[15]
  - 2024 – Candidatura all'Album latino ritmico dell'anno per Playa Saturno[15]

- Billboard Music Awards
  - 2022 – Candidatura al Miglior artista latino[16]
  - 2022 – Candidatura al Miglior artista latino maschile[16]
  - 2022 – Candidatura al Miglior album latino per Vice versa[16]
  - 2022 – Candidatura alla Miglior canzone latina per Todo de ti[16]
  - 2023 – Candidatura al Miglior artista latino maschile[17]

- BreakTudo Awards
  - 2021 – Candidatura alla Hit latina per Baila conmigo[18]

- E! People's Choice Awards
  - 2021 – Candidatura all'Artista rivelazione del 2021[19]
  - 2022 – Candidatura all'Artista latino del 2022[20]
  - 2022 – Candidatura alla Collaborazione musicale del 2022 per Party[20]
  - 2024 – Candidatura all'Artista latino maschile del 2024[21]

- Grammy Awards
  - 2022 – Candidatura al Miglior album urban per Afrodisíaco[22]
  - 2023 – Candidatura al Miglior album urban per Trap Cake, Vol. 2[23]
  - 2024 – Candidatura al Miglior album urban per Saturno[24]

- iHeartRadio Music Awards
  - 2021 – Miglior nuovo artista latino[25]
  - 2022 – Candidatura alla Canzone latina dell'anno per Todo de ti[26]
  - 2022 – Candidatura all'Artista latino dell'anno[26]
  - 2023 – Candidatura all'Artista pop latino/reggaeton dell'anno[27]

- Kids' Choice Awards
  - 2022 – Candidatura all'Artista latino[28]

- Kids' Choice Awards México
  - 2020 – Candidatura alla Hit latina per Tattoo (Remix)[29]
  - 2021 – Candidatura alla Hit globale per Baila conmigo[30]
  - 2021 – Candidatura alla Rola más pegajosa per Todo de ti[30]

- Latin American Music Awards
  - 2021 – Artista rivelazione dell'anno[31]
  - 2022 – Candidatura all'Artista dell'anno[32]
  - 2022 – Candidatura alla Canzone dell'anno per Todo de ti[32]
  - 2022 – Candidatura all'Album dell'anno per Vice versa[32]
  - 2022 – Candidatura all'Artista maschile preferito[32]
  - 2022 – Candidatura alla Canzone pop preferita per Todo de ti[32]
  - 2022 – Candidatura all'Artista urban preferito[32]
  - 2022 – Candidatura all'Album urban preferito per Vice versa[32]
  - 2023 – Candidatura all'Artista dell'anno[33]
  - 2023 – Candidatura alla Canzone dell'anno per Te felicito[33]
  - 2023 – Candidatura alla Collaborazione dell'anno per Te felicito[33]
  - 2023 – Candidatura al Miglior artista urban[33]
  - 2023 – Candidatura al Miglior album urban per Saturno[33]
  - 2023 – Candidatura alla Miglior canzone urban per Desesperados[33]
  - 2023 – Candidatura alla Miglior collaborazione pop/urban per Punto 40[33]
  - 2023 – Candidatura alla Miglior collaborazione pop/urban per Te felicito[33]

- Latin Grammy Awards
  - 2020 – Candidatura al Miglior artista emergente[34]
  - 2021 – Candidatura alla Registrazione dell'anno per Todo de ti[35]
  - 2021 – Candidatura alla Canzone dell'anno per Todo de ti[35]
  - 2021 – Miglior interpretazione urban per Tattoo (Remix)[36]
  - 2022 – Candidatura alla Registrazione dell'anno per Te felicito[37]
  - 2022 – Candidatura alla Canzone dell'anno per Agua[37]
  - 2022 – Candidatura alla Miglior interpretazione reggaeton per Desesperados[37]
  - 2022 – Candidatura al Miglior album urban per Trap Cake, Vol. 2[37]
  - 2022 – Candidatura alla Miglior canzone urban per Desesperados[37]
  - 2023 – Candidatura al Miglior album urban per Saturno[38]
  - 2024 – Candidatura alla Miglior interpretazione reggaeton per Byak[39]

- LOS40 Music Awards
  - 2021 – Miglior artista urban latino[40]
  - 2021 – Miglior canzone latina per Todo de ti[40]
  - 2021 – Candidatura al Miglior videoclip latino per Todo de ti[41]
  - 2022 – Miglior video latino per Te felicito[42]
  - 2022 – Candidatura alla Miglior canzone latina per Te felicito[43]
  - 2022 – Candidatura alla Miglior collaborazione per Te felicito[43]
  - 2022 – Candidatura al Miglior artista o gruppo urban latino[43]
  - 2023 – Candidatura al Miglior album latino per Playa Saturno[44]
  - 2023 – Candidatura al Miglior festival, tour o concerto per Saturno World Tour[44]
  - 2024 – Miglior video latino per Touching the Sky[45]
  - 2024 – Miglior artista latino[45]
  - 2024 – Miglior canzone urban latina per Santa[45]
  - 2024 – Candidatura alla Miglior canzone latina per Déjame entrar[46]
  - 2024 – Candidatura al Miglior artista o gruppo latino dal vivo[46]
  - 2024 – Candidatura al Miglior artista urban latino[46]
  - 2024 – Candidatura alla Miglior canzone urban latina per Santa[46]

- MTV Europe Music Awards
  - 2020 – Candidatura al Miglior artista caraibico[47]
  - 2021 – Candidatura al Miglior artista caraibico[48]
  - 2021 – Candidatura al Miglior artista rivelazione[48]
  - 2021 – Candidatura al Miglior artista latino[48]
  - 2022 – Candidatura al Miglior artista caraibico[49]
  - 2022 – Candidatura alla Miglior collaborazione per Te felicito[49]
  - 2023 – Candidatura al Miglior artista caraibico[50]

- MTV Millennial Awards
  - 2021 – Candidatura all'Artista MIAW[51]
  - 2021 – Candidatura all'Inno virale per Reloj[51]
  - 2021 – Miglior collaborazione per Baila conmigo[52]
  - 2021 – Candidatura alla Miglior collaborazione per La nota[51]
  - 2022 – Candidatura alla Coppia in fiamme[53]
  - 2022 – Candidatura all'Artista MIAW[53]
  - 2022 – Candidatura all'Inno virale per Problemón[53]
  - 2023 – Candidatura all'Artista musicale dell'anno[54]
  - 2023 – Candidatura alla Hit dell'anno per Beso[54]
  - 2023 – Candidatura al Video musicale dell'anno per Vampiros[54]
  - 2023 – Candidatura alla Collaborazione musicale dell'anno per Beso[54]
  - 2023 – Candidatura al Perreo supremo per Punto 40[54]
  - 2023 – Candidatura a Couple Goals[54]

- MTV Video Music Awards
  - 2024 – Candidatura al Miglior video latino per Touching the Sky[55]

- Premio Lo Nuestro
  - 2021 – Candidatura all'Artista rivelazione maschile[56]
  - 2021 – Candidatura al Remix dell'anno per La cama (Remix)[56]
  - 2021 – Candidatura al Remix dell'anno per Tattoo (Remix)[56]
  - 2021 – Candidatura alla Canzone urban/pop dell'anno per TBT[56]
  - 2022 – Candidatura all'Artista dell'anno[57]
  - 2022 – Candidatura alla Canzone dell'anno per Todo de ti[57]
  - 2022 – Candidatura alla Collaborazione pop dell'anno per Baila conmigo[57]
  - 2022 – Candidatura alla Collaborazione pop dell'anno per Vacío[57]
  - 2022 – Candidatura alla Collaborazione urban pop dell'anno per Todo de ti[57]
  - 2022 – Candidatura all'Artista urban maschile dell'anno[57]
  - 2022 – Candidatura alla Canzone urban dell'anno per La nota[57]
  - 2022 – Candidatura all'Album urban dell'anno per Vice versa[57]
  - 2023 – Collaborazione pop dell'anno per Te felicito[58]
  - 2023 – Candidatura alla Collaborazione crossover dell'anno per Nostálgico[58]
  - 2023 – Candidatura all'Artista urban maschile dell'anno[58]
  - 2023 – Canzone urban/pop dell'anno per Te felicito[58]
  - 2023 – Candidatura alla Canzone urban dell'anno per Desesperados[58]
  - 2023 – Candidatura alla Collaborazione urban dell'anno per Problemón[58]
  - 2023 – Candidatura al Mix perfetto dell'anno per Loquita[58]
  - 2024 – Candidatura all'Album dell'anno per Playa Saturno[59]
  - 2024 – Candidatura al Tour dell'anno per Saturno World Tour[59]
  - 2024 – Candidatura all'Artista urban maschile dell'anno[59]
  - 2024 – Candidatura alla Canzone urban dell'anno per Panties y brasieres[59]
  - 2024 – Candidatura alla Collaborazione urban dell'anno per Lokera[59]
  - 2024 – Candidatura all'Album urban dell'anno per Playa Saturno[59]
  - 2024 – Candidatura alla Collaborazione urban pop dell'anno per Beso[59]
  - 2025 – Candidatura all'Artista urban maschile dell'anno[60]
  - 2025 – Candidatura alla Canzone urban dell'anno per La nena[60]
  - 2025 – Candidatura alla Canzone urban pop dell'anno per Touching the Sky[60]
  - 2025 – Candidatura alla Canzone urban pop/dance dell'anno per Touching the Sky[60]

- Premios Juventud
  - 2020 – Candidatura alla Nuova generazione maschile[61]
  - 2021 – Candidatura alla Colaboración OMG per Baila conmigo[62]
  - 2021 – Canadidatura al Traffic Jam per Baila conmigo[62]
  - 2021 – Candidatura a La más pegajosa per Vacío[62]
  - 2021 – Candidatura alla Coreo más hot per Enchule[62]
  - 2022 – Candidatura all'Artista preferito in streaming[63]
  - 2022 – Candidatura alla Colaboración OMG per Nostálgico[63]
  - 2022 – Candidatura alla Traccia virale dell'anno per Todo de ti[63]
  - 2022 – Candidatura all'Artista maschile della gioventù[63]
  - 2022 – Candidatura all'Album dell'anno per Vice versa[63]
  - 2022 – Candidatura alla Canzone più orecchiabile per Todo de ti[63]
  - 2022 – Candidatura alla Coreo más hot per Todo de ti[63]
  - 2022 – Candidatura all'Artista più trendy[63]
  - 2023 – Candidatura all'Artista maschile[64]
  - 2023 – Candidatura all'Artista in streaming preferito[64]
  - 2023 – Miglior canzone di una coppia per Beso[64]
  - 2023 – Candidatura al Miglior urban mix per Desesperados[64]
  - 2023 – Candidatura al Miglior album urban maschile per Saturno[64]
  - 2023 – Candidatura alla Miglior collaborazione pop/urban per Suelta[64]
  - 2023 – Candidatura alla Miglior collaborazione pop/urban per Te felicito[64]
  - 2023 – Candidatura alla Coreo más hot per Suelta[64]
  - 2023 – Miglior coppia[64]
  - 2024 – Candidatura alla My Favorite Dance Track per Rauw Alejandro: Bzrp Music Sessions Vol. 56[65]
  - 2024 – Miglior collaborazione pop/urban per Baby Hello[65]

- Premios Tu Música Urbano
  - 2022 – Candidatura all'Artista dell'anno[66]
  - 2022 – Candidatura alla Canzone dell'anno per Todo de ti[66]
  - 2022 – Candidatura al Remix dell'anno per Tiroteo (Remix)[66]
  - 2022 – Candidatura alla Collaborazione dell'anno per Desperados[66]
  - 2022 – Candidatura alla Miglior canzone crossover latina per Nostálgico[66]
  - 2022 – Candidatura all'Album di un artista maschile dell'anno per Vice versa[66]
  - 2022 – Candidatura al Video dell'anno per Agua[66]
  - 2022 – Candidatura al Video dell'anno per Todo de ti[66]
  - 2022 – Candidatura al Video di un nuovo artista dell'anno per Tiroteo (Remix)[66]
  - 2022 – Candidatura al Compositore dell'anno[66]
  - 2022 – Candidatura al Concerto dell'anno per Vice versa tour[66]
  - 2023 – Candidatura all'Artista dell'anno[67]
  - 2023 – Miglior artista social[68]
  - 2023 – Candidatura alla Canzone dell'anno per Lokera[67]
  - 2023 – Candidatura al Remix dell'anno per Loco por perrearte[67]
  - 2023 – Candidatura alla Collaborazione dell'anno per Punto 40[67]
  - 2023 – Candidatura alla Collaborazione dell'anno per Party[67]
  - 2023 – Candidatura alla Miglior canzone pop urban per Te felicito[67]
  - 2023 – Candidatura alla Miglior canzone dembow per Tamo en nota[67]
  - 2023 – Candidatura all'Album di un artista maschile dell'anno per Saturno[67]
  - 2023 – Candidatura al Video dell'anno per Punto 40 año 2077[67]
  - 2023 – Cantautore o compositore dell'anno[68]
  - 2023 – Candidatura alla Tournée dell'anno per Saturno World Tour[67]

- UK Music Video Awards
  - 2021 – Candidatura al Miglior video pop internazionale per Baila conmigo[69]